# 69 ق هـ
69 ق هـ هي السنة التاسعة والستون السابقة للهجرة النبوية، وهي توافق ما بين سنتي 554 و555 حسب التقويم الميلادي، أي أنها بدأت في سنة 554م وانتهت في سنة 555م.